# Robby Balharry
Robby Balharry (ur. 28 listopada 1990 r.) – kanadyjski snowboardzista. Nie startował na igrzyskach olimpijskich. Jego największym sukcesem jest 7. miejsce w Slopestyle'u wywalczone na mistrzostwach świata w La Molinie.

## Sukcesy

### Mistrzostwa Świata
| Miejsce | Dzień       | Rok  | Miejscowość | Konkurencja | Zwycięzca   |
| ------- | ----------- | ---- | ----------- | ----------- | ----------- |
| 7.      | 22 stycznia | 2011 | La Molina   | Slopestyle  | Seppe Smits |

### Puchar Świata

#### Miejsca w klasyfikacji generalnej
- 2010/2011 -

#### Miejsca na podium
1. Calgary – 26 lutego 2011 (Slopestyle) - 2.miejsce